# 袁毅平
袁毅平（1926年—2020年9月16日），曾用名袁剑平，笔名凌翔，曾锐，男，江苏常熟人，中国摄影艺术家，中国摄影家协会原副主席、顾问。